# Samarocepheus cavernicolus
Samarocepheus cavernicolus är en kvalsterart som beskrevs av Corpuz-Raros 1990. Samarocepheus cavernicolus ingår i släktet Samarocepheus och familjen Otocepheidae. Inga underarter finns listade i Catalogue of Life.